# Trace (Band)

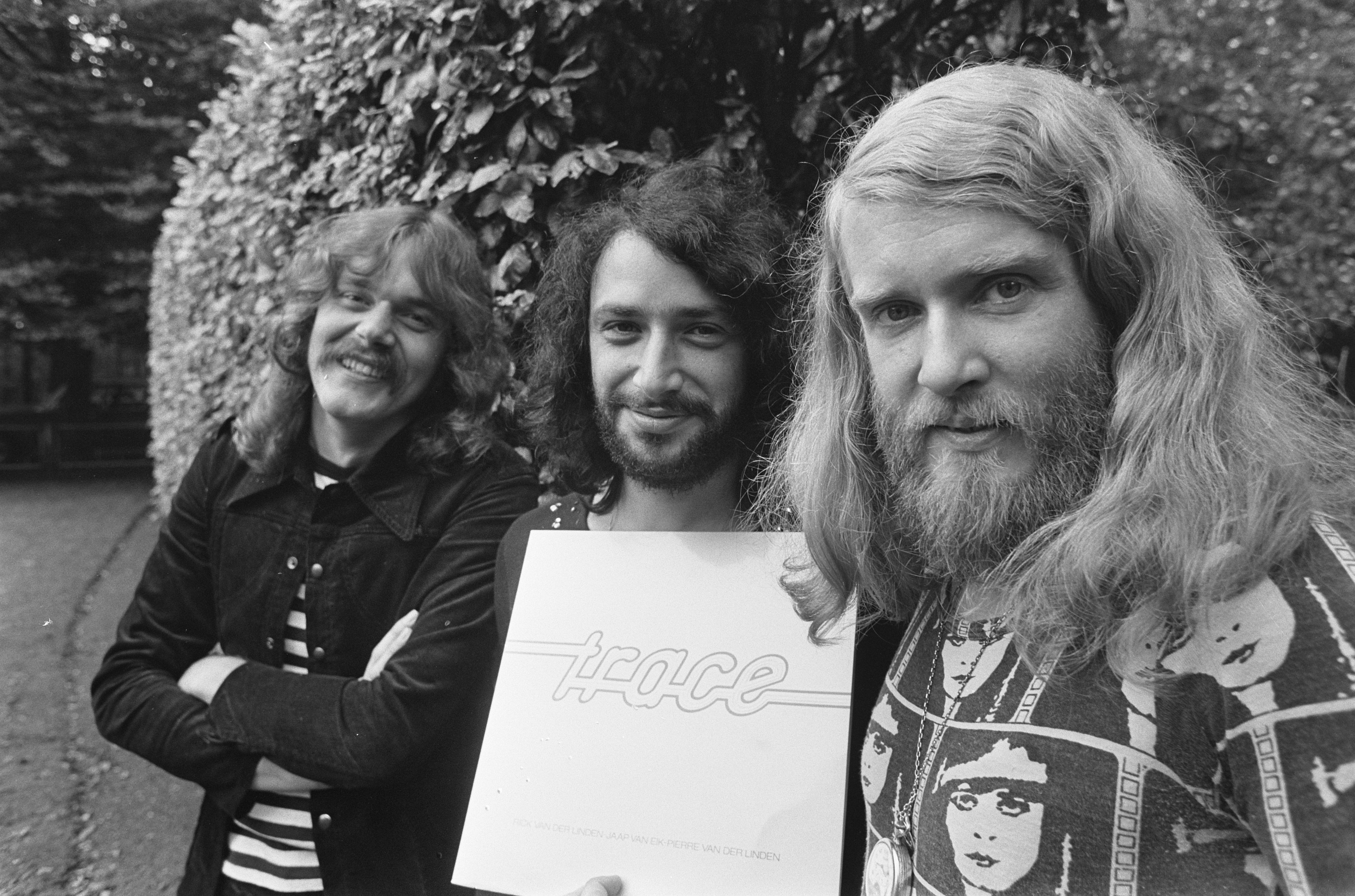
Trace (1974). V.L.n.R. Jaap van Eik, Pierre van der Linden und Rick van der Linden

Trace war eine Symphonic-Rock-Formation aus den Niederlanden. Die Band bestand von 1973 bis 1977.

## Geschichte
Sie war eines der Projekte des Keyboarders und Komponisten Rick van der Linden. Trace entstand als Folge der Trennung Rick van der Lindens von der Klassik-Rock-Band Ekseption, was u. a. einen Rechtsstreit um den Bandnamen nach sich zog. 1978 wurde Trace wegen erneuter Beteiligung der Musiker bei Ekseption aufgegeben.
Trace orientierte sich an den seit Anfang der 1970er Jahre verbreiteten, musikalisch anspruchsvollen Stilrichtungen zwischen Klassik-Rock, Artrock und sogenanntem Progressive Rock mit konzertanten Formaten und Dominanz elektronischer Instrumente.

## Besetzung
- Rick van der Linden (p, org, kb)
- Pierre van der Linden (dr)
- Jaap van Eik (bg)

## Diskografie (Auszug)

### Alben
| Jahr | Titel | Höchstplatzierung, Gesamtwochen, AuszeichnungChartsChartplatzierungen (Jahr, Titel, Platzierungen, Wochen, Auszeichnungen, Anmerkungen) | Anmerkungen                   |
| Jahr | Titel | NL | Anmerkungen                   |
| ---- | ----- | --- | ----------------------------- |
| 1974 | Trace | NL90 (1 Wo.)NL | Charteinstieg in NL erst 2014 |
| 1975 | Birds | NL74 (1 Wo.)NL | Charteinstieg in NL erst 2014 |

Weitere Alben
- 1976 – The White Ladies